# Landshuter Allee
Die Landshuter Allee ist eine Allee in München und im Großteil ihres Verlaufs ein Teil des Mittleren Rings, der Bundesstraße 2 R. Sie schließt sich auf Höhe der Arnulfstraße im Stadtbezirk Neuhausen an die Donnersbergerbrücke an und führt ab Höhe Dachauer Straße westlich des Olympiaparks entlang nach Norden bis zur Triebstraße/Moosacher Straße/Park am Oberwiesenfeld, westlich des Olympischen Dorfes, im Stadtbezirk Moosach, wobei die B 2R die kreuzungsfrei ausgebaute Allee am Kreuz Landshuter Allee verlässt und auf dem Georg-Brauchle-Ring weiterführt. Die Landshuter Allee fungiert nun als B 304 und stellt eine Verbindung zwischen dem Mittleren Ring und der Nordtangente des nur teilweise verwirklichten Äußeren Rings her. Auffällig ist die große Breite der Landshuter Allee von 54 Metern zwischen den Häusern. Sie überquert den Nymphenburg-Biedersteiner Kanal.

## Geschichte
Von 1858 bis 1892 verlief auf der heutigen Landshuter Allee die eingleisige Bahnstrecke von München nach Landshut. Danach hieß die Landshuter Allee Fabrikstraße, benannt nach der Lokomotivfabrik Krauss & Comp. und ab 1902 dann Landshuter Allee. Im Jahr 1917 während des Ersten Weltkriegs wurde sie in Hindenburgstraße nach dem Generalfeldmarschall Paul von Hindenburg umbenannt. Nach dem Zweiten Weltkrieg erhielt die Straße ihren alten Namen zurück. München gehörte nach der Kapitulation der Wehrmacht zur amerikanischen Besatzungszone und die US-Armee forderte, „dass alle Plätze und Straßen, die an Personen des Dritten Reiches und den Militarismus seit 1914 erinnern, umbenannt werden sollen“. Sie begrenzte das Gaswerk Moosach im Osten und 1972 lag westlich von ihr die Olympia-Pressestadt.

## Bauwerke
Die Landshuter Allee besitzt viele Aus- bzw. Einfahrtsrampen. Weiterhin ist sie unterhalb des Platzes der Freiheit auf einer Länge von etwa 430 Metern untertunnelt. Verkehrstechnisch ist auch das Kreuz mit dem Georg-Brauchle-Ring zu beachten. Erwähnenswert ist das Danner-Forum, ein Bürogebäude, das im Jahr 2000 mit der Hausnummer 12–14 hinter einem mehrstöckigen Glasvorhang errichtet wurde. In der Landshuter Allee 33 befindet sich das Programmkino Maxim. Zwischen Landshuter Allee und Dachauer Straße liegt die Borstei, auf der anderen Straßenseite lag bis zum Abriss 2015 das Olympia-Radstadion. Nördlich des Georg-Brauchle-Rings liegt der ehemalige Bahnhof München Olympiastadion, nördlich der Landshuter Allee der Park am Oberwiesenfeld.

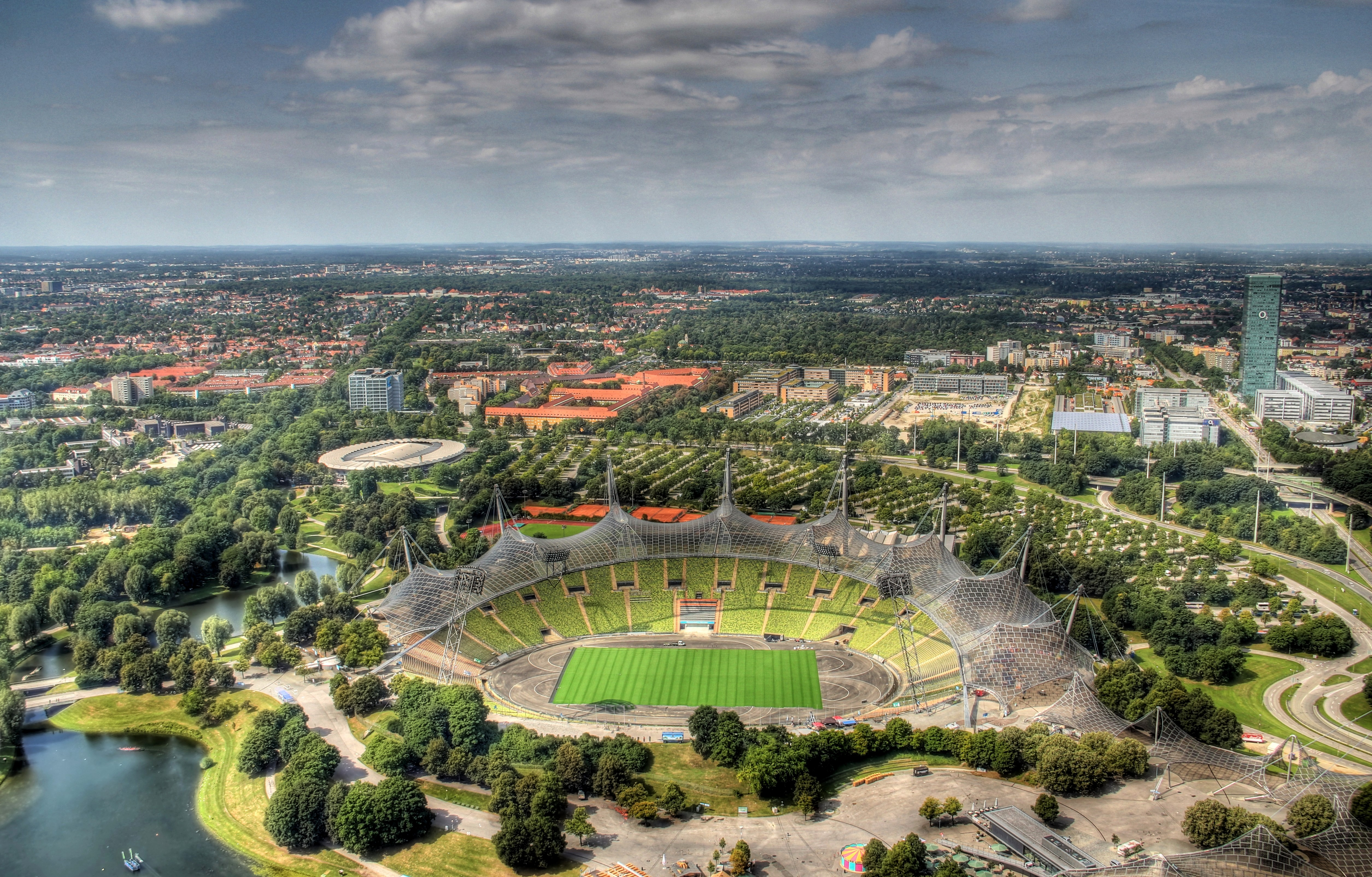
Landshuter Allee zwischen Borstei und Olympia-Radstadion im Olympiapark
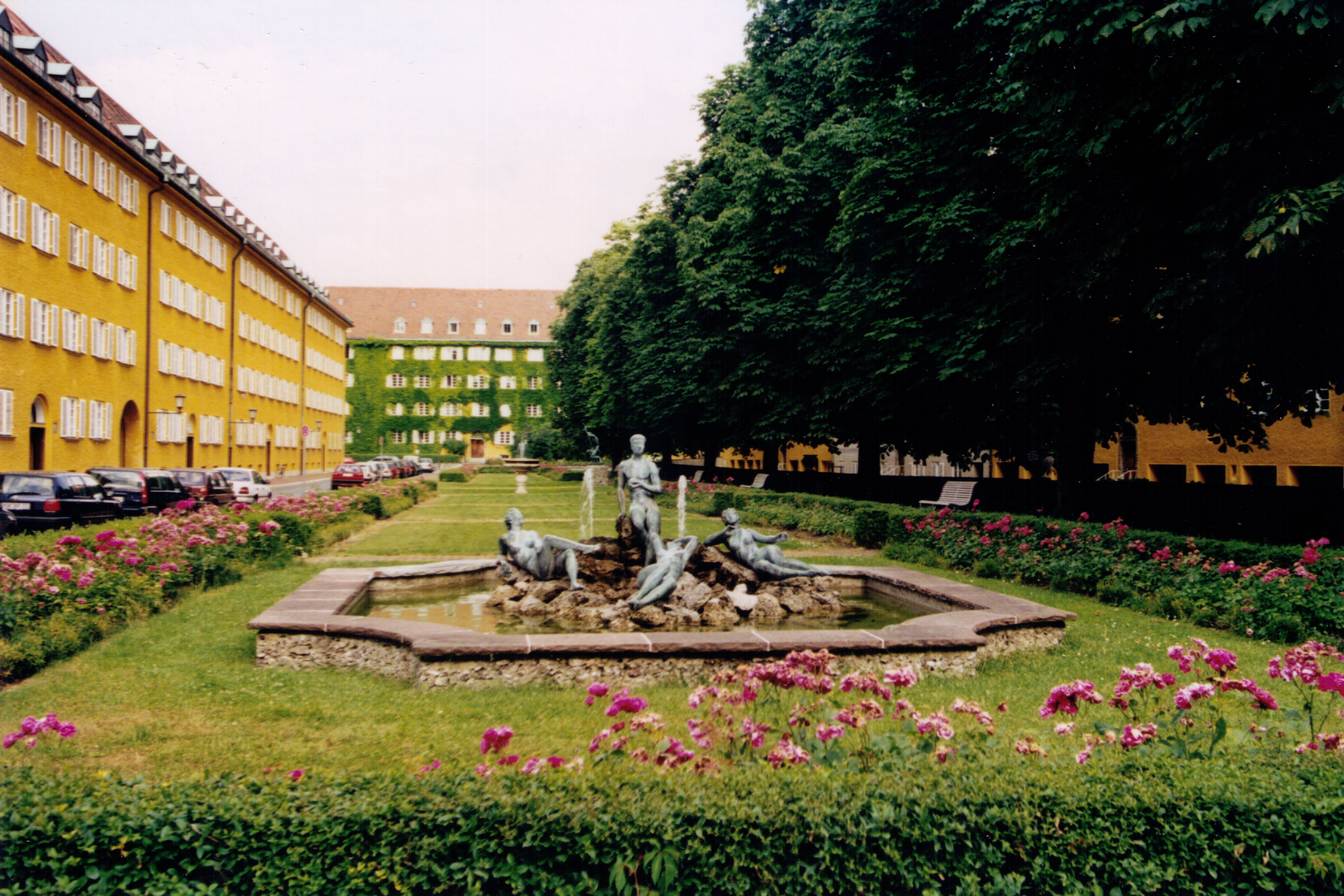
Borstei
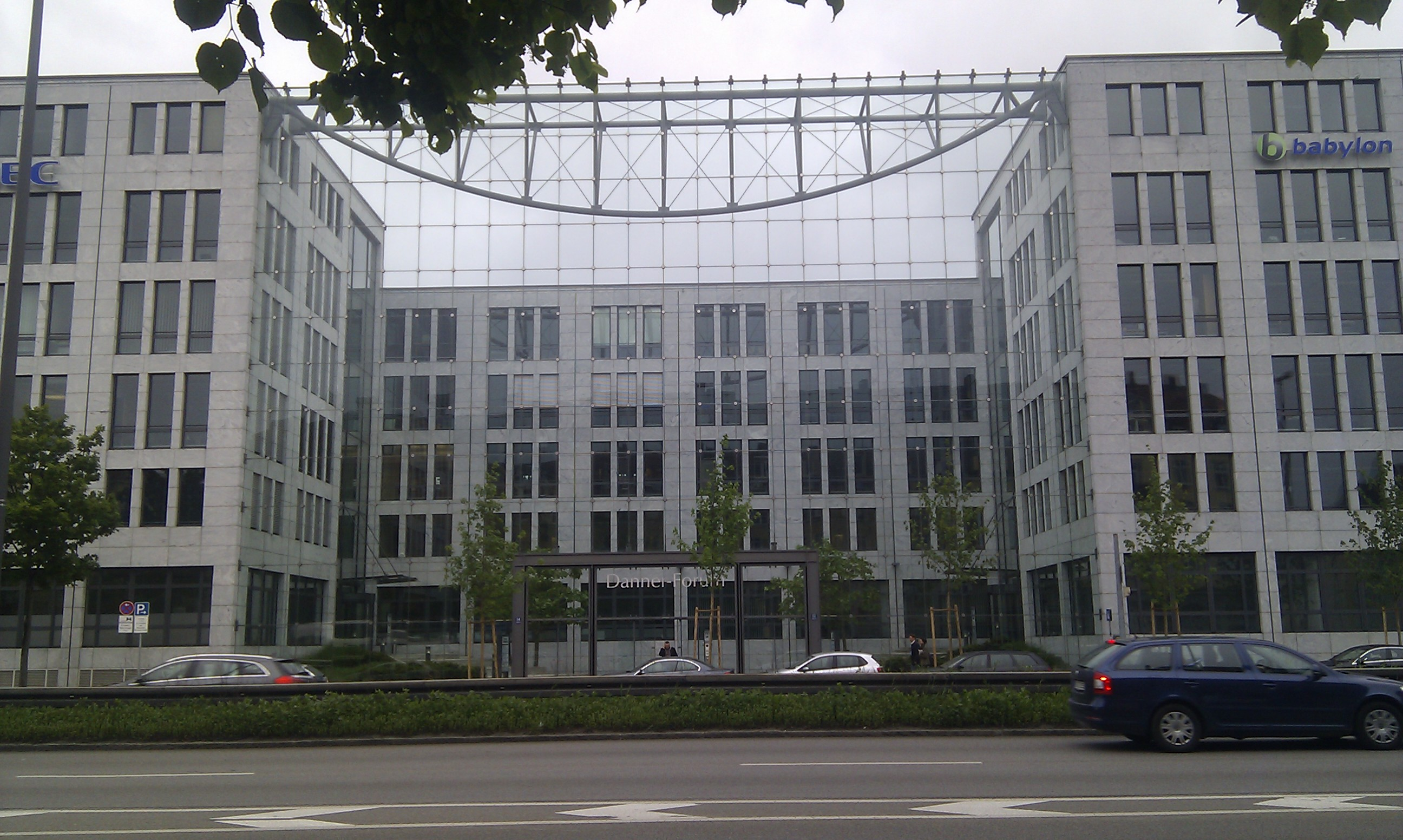
Danner-Forum
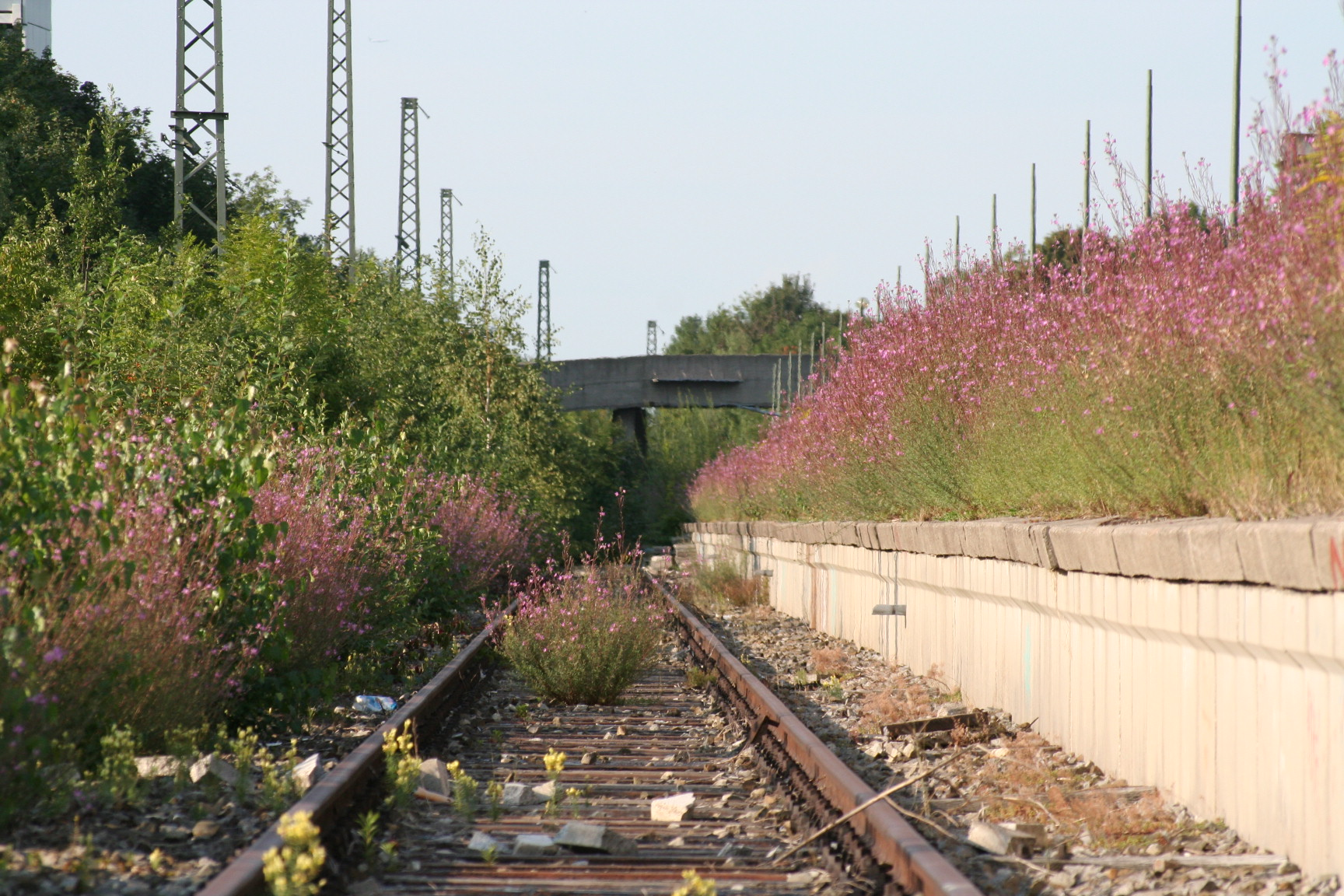
Ehemaliger Bahnhof München Olympiastadion
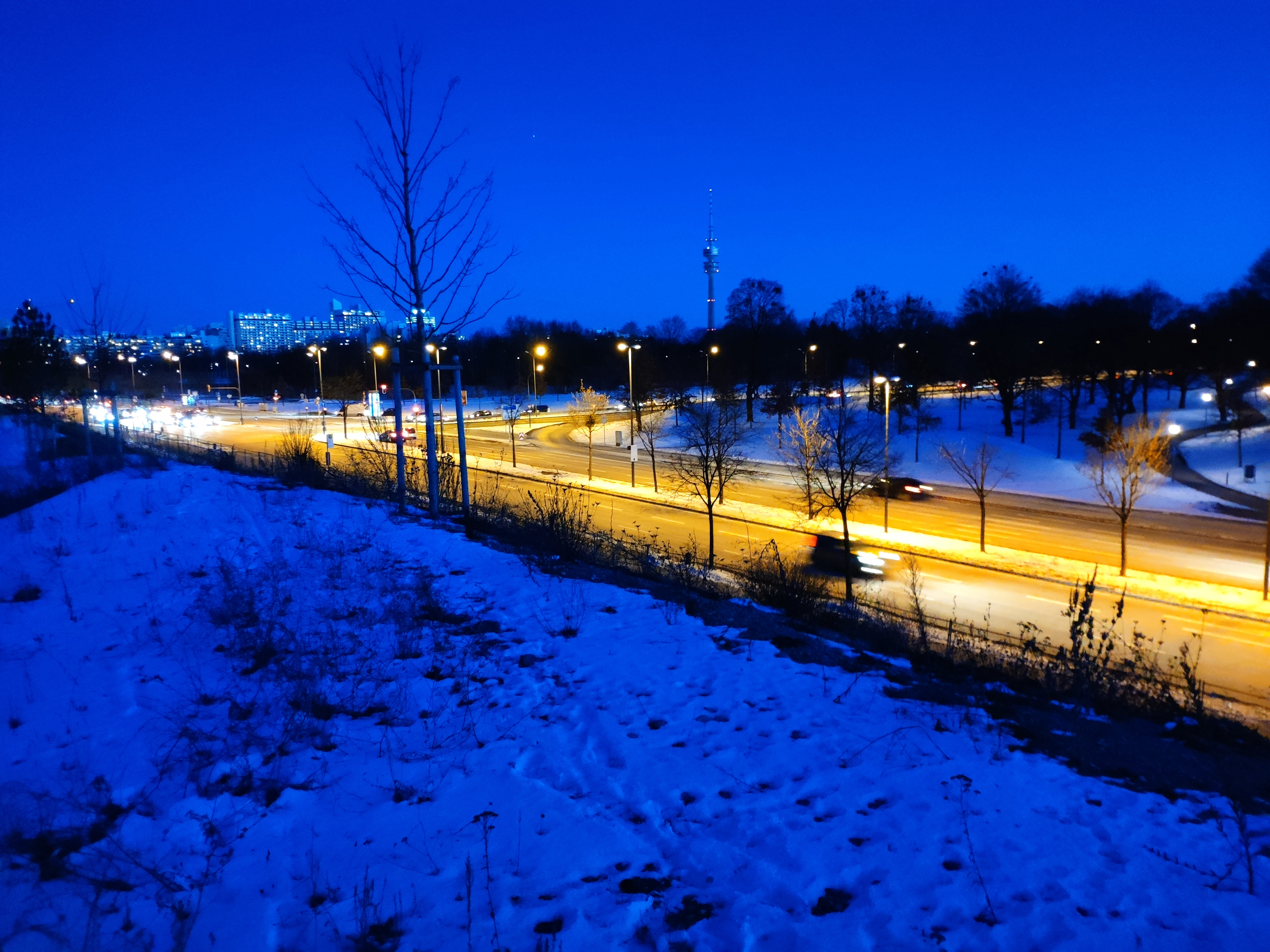
Nördliches Ende der Landshuter Allee Ecke Moosacher Straße/Triebstraße im Winter

## Bedeutung für den Münchener Verkehr

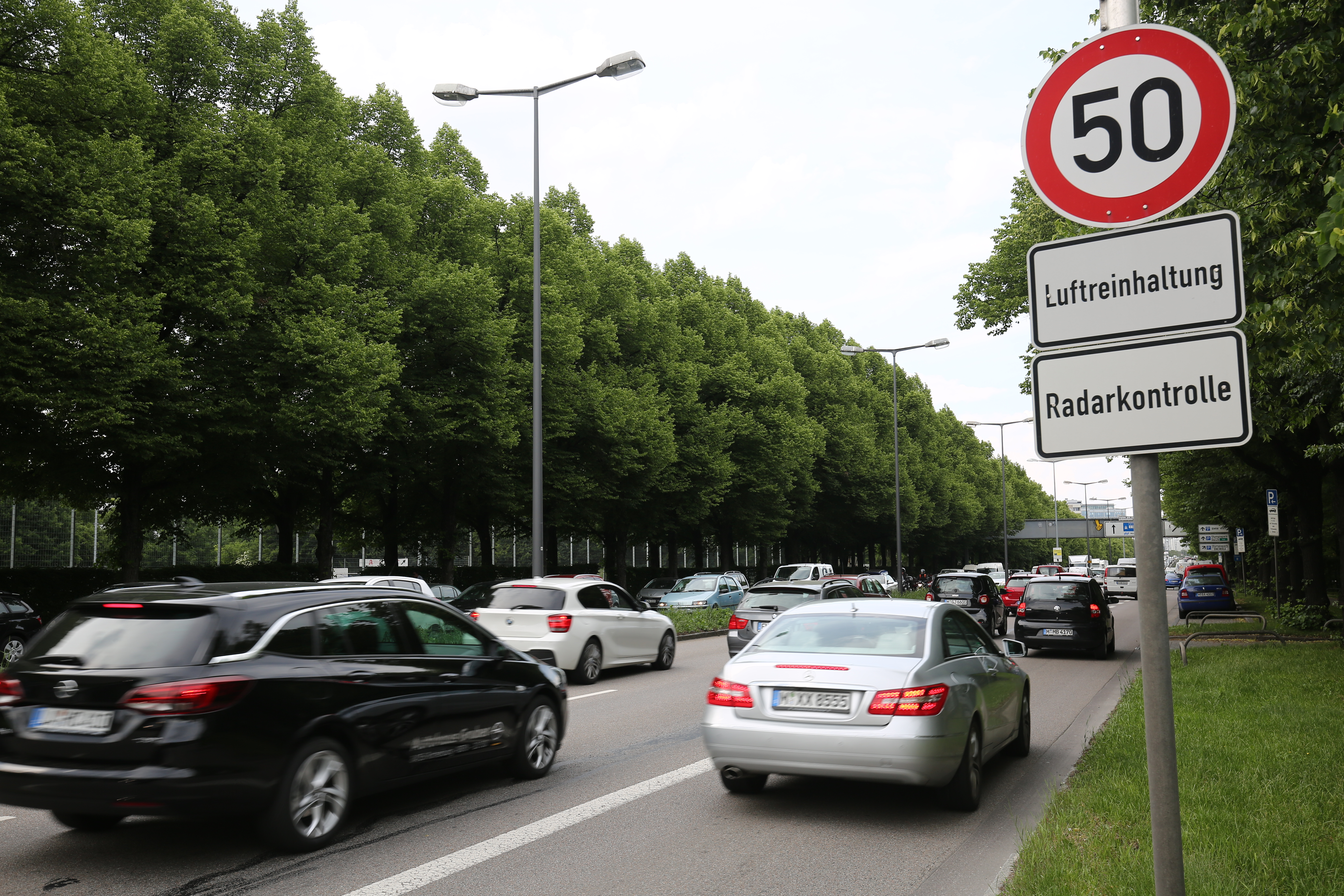
Geschwindigkeitsbegrenzung zur Luftreinhaltung

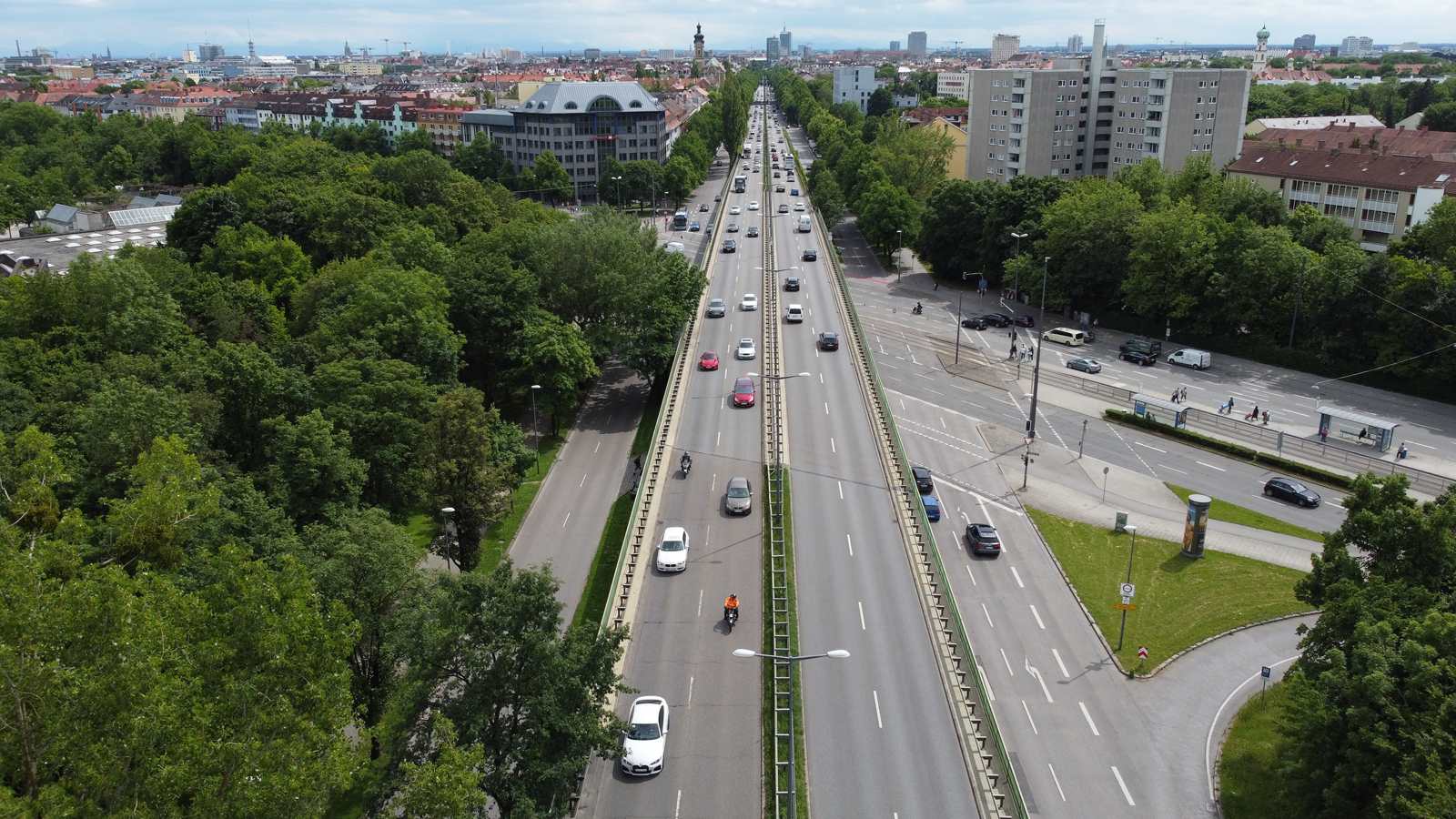
Überführung über die Dachauer Straße, Luftbild Mai 2022

Da der Mittlere Ring die vielleicht wichtigste Münchner Verkehrsader ist, ist auch die Bedeutung für den Verkehr sehr groß. Daher kommt es auf der Strecke nicht selten zu Stauungen.
Bis zum Platz der Freiheit führen zwei Buslinien über die Landshuter Allee; in unmittelbarer Nähe dieses Platzes befindet sich auch der U-Bahnhof Rotkreuzplatz am gleichnamigen Platz, der von der U-Bahn-Linie 1 bedient wird.
Von Sommer 2015 bis Juni 2024 galt auf der Landshuter Allee aus Umweltschutzgründen ein Tempolimit von 50 km/h.
Seit Juni 2024 gilt auf der Landshuter Allee ein Tempolimit von 30 km/h.

## Messstation zur Umweltbeobachtung
Das Umweltbundesamt betreibt an der Landshuter Allee eine Messstation zur Umweltbeobachtung. Sie wurde dadurch bekannt, dass auf ihr zum ersten Mal in Deutschland der EU-Grenzwert für Feinstaub überschritten wurde. Seitdem der Grenzwert für PM-10-Partikel am 1. Januar 2005 in Kraft getreten ist, wurden an dieser Station jedes Jahr mehr als 35 Tage mit Werte größer 50 µg/m³ gemessen. Dieter Janecek, seit 2008 Vorsitzender des bayerischen Landesverbandes von Bündnis 90/Die Grünen, verklagte im Jahr 2007 als Anwohner der Landshuter Allee die Landeshauptstadt München vor dem Bundesverwaltungsgericht aufgrund dieser Überschreitungen. Daraufhin führte München am 1. Oktober 2008 eine Umweltzone ein.
| Jahr | Tage mit Überschreitungen | Deutschlandweit auf Platz |
| 2005 | 107                       | 2                         |
| 2006 | 92                        | 3                         |
| 2007 | 53                        | 12                        |
| 2008 | 61                        | 3                         |
| 2009 | 52                        | 2                         |
| 2010 | 50                        | 1 (Stand 6. August 2010)  |

Auch bei den Stickoxiden überschreitet diese Station die Grenzwerte. 2009 gab es insgesamt 95 Tage mit mehr als 200 µg/m³ NO2, 59 mit mehr als 210 µg/m³ und einem Jahresmittelwert von 92 µg/m³. Damit belegte diese Messstation in allen drei Kategorien den ersten Platz in Deutschland. Die Grenzwerte sehen hier 18 Tage mit Überschreitungen und einem Jahresmittelwert von unter 46 µg/m³ vor.

## Untertunnelung und Olympiaparkerweiterung
Eine Untertunnelung der Landshuter Allee war in Planung. Oberirdisch könnten bis zu 1100 Wohnungen entstehen. 2012 hatte das Referat für Stadtplanung und Bauordnung der Stadt München eine Machbarkeitsstudie in Auftrag gegeben. Nach der Kommunalwahl 2020 wurde im grün-roten Koalitionsvertrag der Verzicht auf den Straßentunnel festgeschrieben. Über die Schneise am ehemaligen Bahnhof München Olympiastadion ist eine High Line-artige Parkverbindung mit Radweg in Richtung Dreiseenplatte in Planung.

## K11 – Kommissare im Einsatz
In den Jahren 2003 bis 2012 spielte die Fernsehserie „K11 – Kommissare im Einsatz“ (Sat.1) in der zweiten Etage der Landshuter Allee 8. Darin war der Abschnitt vor dem Haus immer wieder zu sehen.